# Inès de Bourgoing
Inès-Marie de Bourgoing, també Inès Fortoul, Inès Lyautey, (5 gener 1862-9 febrer 1953) va ser una infermera francesa pionera que va exercir com a presidenta de la Creu Roja francesa i va establir la infermeria de la Creu Roja al Marroc. En reconeixement de la seva extensa tasca social, es va convertir en la primera dona a ser honrada amb el grau de Gran Oficial de la Legió d'Honor. També fou condecorada com a Gran Oficial de l'Orde de l'Ouissam Alauita en reconeixement del seu treball al Marroc.
Nascuda al si de la noblesa, de Bourgoing va ser educada en la cort i es va casar amb un oficial d'artilleria, Joseph Fortoul. Viuda, després de criar els seus fills, de Bourgoing va triar el camp de la infermeria com un mitjà per ajudar a alleujar la pobresa i va participar en les primeres classes formals d'infermeria que s'oferiren a París. Després que comencés a treballar com a infermera, se'n va anar a l'estranger amb la Société de Secours aux Blessés Militaires, un precursor de la Creu Roja Francesa, per treballar al nord d'Àfrica. El 1907, es va unir al SSBM i aquest mateix any, va viatjar al Marroc, on va establir una infermeria a Casablanca. Quinze mesos després, va ajudar en les operacions de socors després del terratrèmol de Sicília.
Després del seu segon matrimoni el 1909 amb Hubert Lyautey, militar francès que es convertiria en la màxima autoritat del Protectorat Francès al Marroc, de Bourgoing va passar la resta de la seva vida dividint el seu temps entre França i el Marroc, establint hospitals, clíniques de maternitat i centres de cura de nens en ambdós països. Va treballar com a administradora d'un hospital a França, tant durant la Primera Guerra Mundial com durant la Segona Guerra Mundial, i va obrir un centre de convalescència per a les tropes a Salé, així com una casa de retir a prop de La Balme-les-Grottes per a la Legió Estrangera Francesa. Després de servir com a cap del Comitè de Dames del SSBM (1926-1939), quan les tres organitzacions precursores es van unir per formar la Creu Roja el 1940, es va convertir en vicepresidenta del Comitè Central de les Dames de la Creu Roja francesa i més tard directora general de l'organització. Treballant fins ben passats els seus 80 anys, de Bourgoing es va mantenir activa fins a la seva mort al Marroc el 1953. Les seves restes van ser posteriorment repatriades a França.

## Primers anys
Inès de Bourgoing va néixer a París el 5 de gener del 1862, de la unió d'Anne-Marie Léonie Dollfuss i el baró Philippe La Beaume de Bourgoing. La seva mare era una dama de companyia de l'emperadriu Eugènia de Montijo, la qual era també la padrina de Bourgoing. El baró era el Grand Escuder de França de Napoleó III; després va exercir com a inspector del Servei eqüestre Haras abans de ser escollit cinc vegades com a diputat pel Nièvre al Parlament francès. De Bourgoing va assistir a l'escola per a nenes de la cort al Palau de les Teuleries i el 1880, a l'edat de 18 anys, es va casar amb el capità d'artilleria Joseph Antoine Fortoul amb qui va tenir tres fills: Antoine (1881-1963), Mathieu (1982-1969) i Victoire (1887-1888), que va morir quan tenia només 20 mesos d'edat.
Fortoul sovint era cridat a servir a l'estranger, al Japó i el sud-est asiàtic; entre 1882 i 1885, era a Tonquín, Indoxina, tornant a casa després d'haver estat greument ferit. Durant la seva absència, a més de criar els seus dos fills, de Bourgoing va escriure prop de 1.000 pàgines de cartes al seu marit, que ara es conserven en el seu arxiu. Després de la seva ferida, Fortoul fou destinat a Castres, where he commanded the 3rd Artillery Regiment, on va comandar el 3r Regiment d'Artilleria, fins a la seva mort sobtada d'un atac de cor el 1900. Quant als seus dos fills, ja grans, s'hagueren embarcat en la carrera militar, de Bourgoing es decidí a estudiar infermeria, amb l'esperança que pogués ajudar a alleujar la malaltia i l'angoixa en les colònies franceses.Aquest mateix any, es va unir a la primera escola oberta per capacitar infermeres a París i estigué a la classe inaugural dels alumnes.

## Carrera

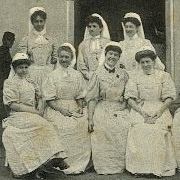
Infermeres del SSBM a Casablanca, ca. 1907

In 1901, on receiving her diploma, de Bourgoing joined the Société de Secours aux Blessés Militaires (SSBM), forerunner of the French Red Cross, as a volunteer and began working at the Beaujon Hospital in Paris. As a result of her competence and the understanding she showed both patients and doctors, she was appointed president of the SSBM. In 1907, she sailed for Morocco with the French expeditionary force under General Antoine Marius Benoît Drude. As head of a team of SSBM volunteers, she established an infirmary in Casablanca, treating the wounded in the conflicts between the French and Moroccans. As conditions were difficult in Morocco, it was decided the wounded and seriously ill should be transported to Oran in Algeria where it would be easier to provide proper treatment. It was in October 1907 while she and two of her nurses were accompanying the wounded on a French naval crossing to Oran, that she first met General Hubert Lyautey, who was division commander there. After spending fifteen months in North Africa, she returned to France, only to leave shortly afterwards for the Italian port Messina in December where she and her nursing team helped care for the 80,000 victims of the 1908 earthquake. As a result of their exemplary services, they were decorated by Princess Hélène of Orléans.

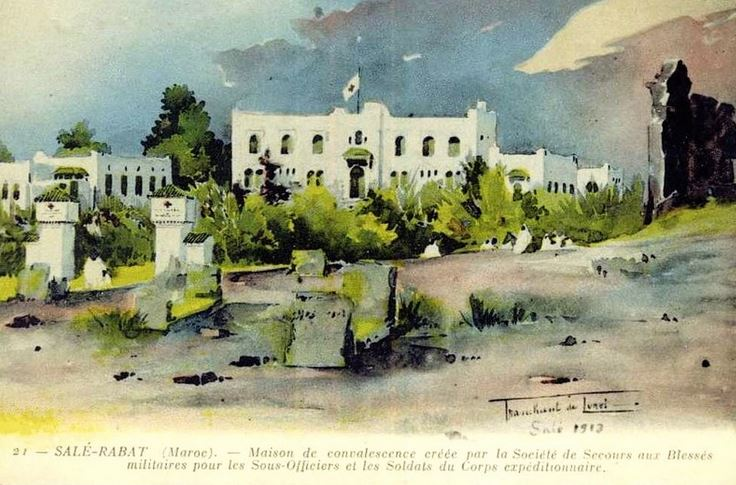
Architect Maurice Tranchant de Lunel's (1869–1944) rendering of the Convalescent Center of the Société de Secours aux Blessés Militaires in Salé, Morocco, 1913

On 14 October 1909 in Paris, de Bourgoing married General Lyautey. They returned to Algeria where Lyautey maintained his division command. In 1910, they returned to France where the general took command of the Tenth Army Corps in Rennes. In 1912, the couple returned once again to North Africa where Lyautey was appointed first Resident-General of Morocco following the Treaty of Fez under which Morocco became a French protectorate. De Bourgoing was instrumental in the creation and organisation of many programmes for women and children including nurseries, kindergartens, and the first maternity center in Morocco, an exemplary institution which impressed child care specialists in France and abroad. She organised clinics in rural areas, as well as Morocco's first tubercular clinics and nurse training programmes. With support from the SSBM, de Bourgoing also built the Salé Convalescent Home in Salé, near Rabat, for the recovery of French and Foreign Legion soldiers together with their families, and a retirement center for the Foreign Legion near La Balme-les-Grottes in the Isère department in metropolitan France. As a result, she received the rare title of "Honorary Corporal of the Foreign Legion".

In 1915, de Bourgoing began an initiative to provide nourishment to children in Casablanca. The Milk Drop (francès: Goutte de Lait) served as a milk bank, providing milk, and later powdered milk, to malnourished children and education on nutrition and hygiene to their parents. Within five years, it expanded to include a neonatal center for premature babies needing more constant care and then expanded further to build facilities in Fez, Kenitra, Marrakesh, Meknes, Mogador, Oujda, Rabat, Safi and Taza. During World War I, in France, she served as a supervisor at the Military Hospital Val-de-Grâce and in 1918, she organised and supervised programs for the SSBM in Nancy. In 1921, the couple received the titles of Marshal and Marschallin of France.

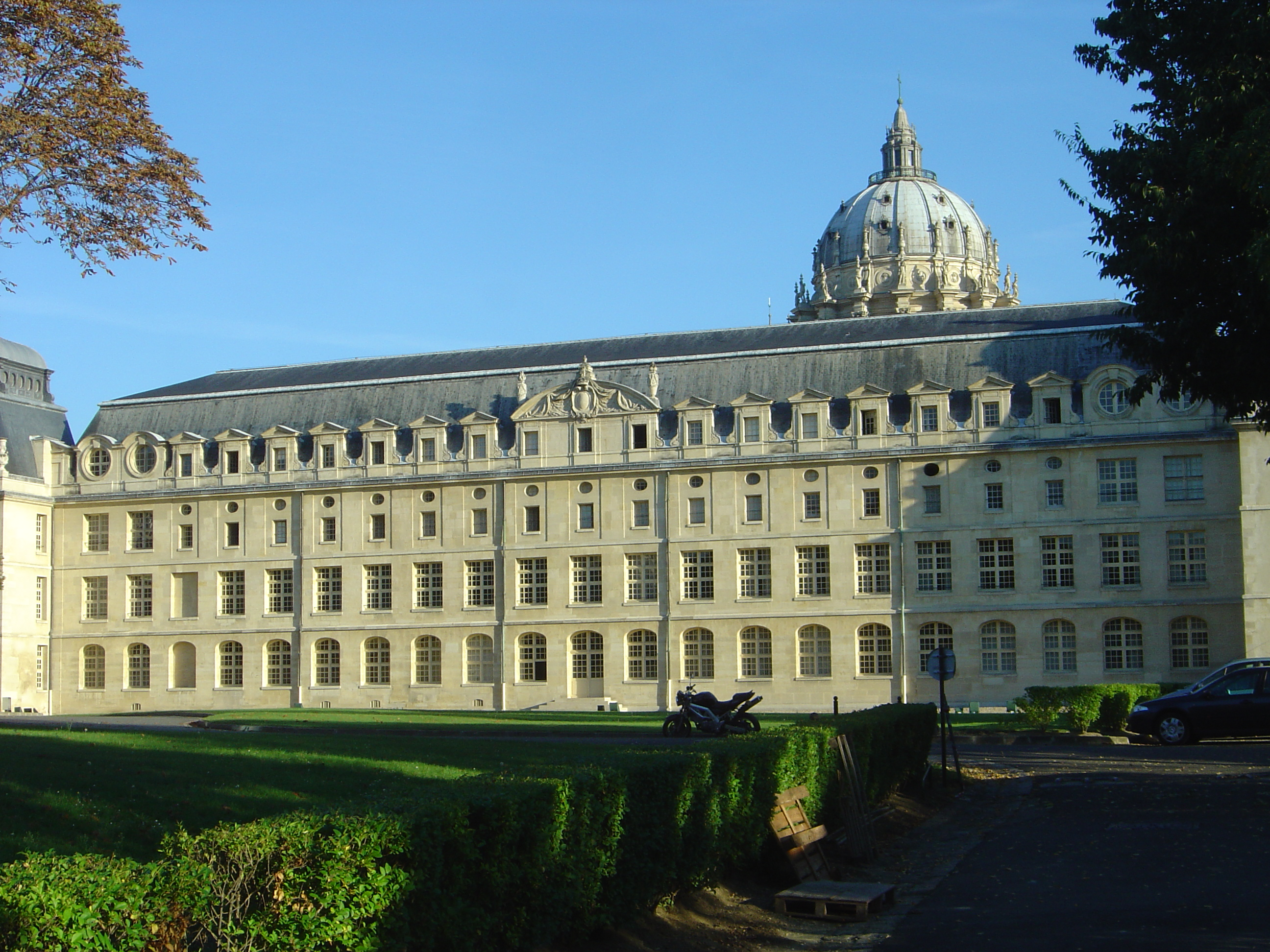
Val de Grace Military Hospital

In 1925, de Bourgoing returned with her husband to France where they spent their time both in Paris and at their ancestral home, the Plantilla:Interlanguage link multi in the village of Thorey-Lyautey, of Lorraine. The following year she was appointed President of the Central Committee of the Ladies of the SSBM. In Thorey, they built a family clinic and a home for young people. After her husband's death in 1934, she divided her time between France and Morocco. Interested in helping Moroccans in Paris, she helped improve the Muslim Institute of the Grand Mosque of Paris while caring for the sick in the French-Muslim Hospital in Bobigny. In Morocco, she took part in all the committees, initiatives and meetings of the SSBM, but by 1938, resigned as its president in France to allow herself more time to spend in Morocco.
In 1939, she assumed the management of the 300-bed Asnée Military Hospital for spinal cord and head injuries in Nancy. Unable to leave France because of World War II, she initiated programs to provide care packages for troops and POWs in North Africa. In August 1940, de Bourgoing agreed to serve as Vice-President of the newly formed Unified French Red Cross. In 1944, despite the cold winter, she travelled to the front lines in the Vosges to encourage the 2nd Moroccan Infantry Division who were engaged in heavy battles with the Germans. When the war ended, she resumed her trips to Morocco, spending several months there each year. In 1946, de Bourgoing was not only appointed Directrice Générale de la Croix Rouge but was elevated to Grand Officer of the Legion of Honour, the first woman to receive the honour. She was also awarded the rank of Grand Officer of the Order of Ouissam Alaouite in recognition of her work in Morocco.